# 미국의 부채 한도
미국에서의 부채 한도(영어: debt ceiling)는 연방 정부가 빌릴 수 있는 총 금액을 제한하는 법률이다.
연방 정부는 2002년 이래로 지속적으로 재정 적자를 기록하고 있으므로, 연방 예산에서 법적으로 승인된 지출을 조달하기 위해 차입해야 한다. 이 한도는 재정 적자의 규모를 직접적으로 제한하지 않는다. 오히려, 재무부가 이미 승인된 지출을 지불하기 위해 빌릴 수 있는 금액을 제한한다.
한도액에 도달했지만 증액이 통과되지 않으면, 재무부는 해결책이 마련될 때까지 정부 지출과 의무를 일시적으로 조달하기 위해 "특별 조치"를 취해야 한다. 재무부는 특별 조치를 모두 소진하여 디폴트에 이른 적은 없지만, 몇몇 경우 의회가 디폴트를 허용할 것처럼 보인 적도 있었다. 이러한 상황이 발생할 경우, 재무부가 채권 의무에 대한 디폴트를 피하기 위해 채무 지급을 우선시할 수 있을지는 불분명하다. 장기적인 디폴트는 금융위기를 포함한 다양한 경제 문제와 생산량 감소를 초래하여 국가를 경기 침체에 빠뜨릴 수 있다.
2023년 6월 3일, 조 바이든 미국 대통령이 2023 회계 책임법에 서명하면서 부채 한도가 유예되었다. 이로써 2023년 1월 19일에 시작된 2023년 미국 부채 한도 위기가 종료되었으며, 부채 한도 유예는 2024년 12월 31일까지 유효했다.
이전에는 2021년 12월에 부채 한도가 2조 5천억 달러 인상되어 31조 3천8백억 달러가 되었고, 이는 2023년 1월까지 유지되었다. 2024년 미국 대통령 선거 이후, 도널드 트럼프는 부채 한도 폐지를 지지했다.
부채 한도는 총 부채에 적용되는 총액이며, 이는 공공이 보유한 부채와 정부 내부 계정을 포함한다. 2013년 10월 기준 현재, 부채의 약 0.5퍼센트는 한도에 포함되지 않는다.
부채 한도가 합헌적인지에 대한 논란이 있다. 일부 학자들은 부채 한도가 미국이 채무를 불이행할 법적 권한을 제공하지 않는다고 주장한다. 일부는 또한 부채 한도 자체가 위헌이라고 주장한다. 왜냐하면 부채 한도는 정부가 차입 한도에 도달한 후에도 채무를 상환해야 하는 헌법적 의무를 이행할 명확한 메커니즘을 제공하지 않기 때문이다.

## 배경
미국 헌법 제1조 8항에 따라, 오직 의회만이 미국의 신용으로 자금을 빌릴 권한을 가진다. 미국 건국부터 1917년까지 의회는 발행되는 각 채무를 직접 승인했다. 제1차 세계 대전에 대한 미국의 참여 자금 조달에 더 많은 유연성을 제공하기 위해, 의회는 1917년 제2차 자유 채권법에서 채무 승인 방식을 수정했다. 이 법률에 따라 의회는 발행될 수 있는 신규 채권 총액에 대한 총괄 한도, 즉 "천장"을 설정했다.
현재의 부채 한도는 1939년과 1941년 공공 채무법에 의해 실질적으로 확립된 거의 모든 연방 채무에 적용되는 총괄 한도이다. 이 법들은 이후 한도액을 변경하기 위해 수정되었다.
때때로 재무부가 의회에 부채 한도에 도달할 예정이며 디폴트가 임박했음을 알리면 정치적 분쟁이 발생한다. 부채 한도에 도달하고 한도 인상이 보류될 경우, 재무부는 의회가 한도를 인상할 시간을 벌기 위해 "특별 조치"를 취할 수 있다. 미국은 재무부가 미국 채무 의무를 지불할 수 없는 디폴트 지점에 도달한 적은 없지만, 여러 차례 근접한 적은 있었다. 유일한 예외는 미영 전쟁 중 워싱턴 D.C.의 일부 지역(재무부 포함)이 불에 탔을 때였다.
2011년, 미국은 공공 부채에 대한 거의 디폴트 위기 지점에 도달했다. 부채 한도 인상 지연은 최초의 미국 신용 등급 강등, 주식 시장의 급락, 그리고 차입 비용 증가를 초래했다. 의회는 2011년 예산 통제법으로 부채 한도를 인상했으며, 이는 2012년 12월 31일 새로운 한도에 도달했을 때 재정절벽에 추가되었다.

## 연방 예산과의 관계
부채 한도 설정 과정은 미국 예산 과정과 분리되어 있으며, 부채 한도 인상은 재정 적자를 직접적으로 증가시키거나 감소시키지 않으며 그 반대도 마찬가지다. 미국 회계 감사원은 "부채 한도는 연방 정부가 적자를 내거나 의무를 부담하는 능력을 통제하거나 제한하지 않는다. 오히려, 이미 발생한 의무를 지불하는 능력에 대한 한도이다"라고 설명한다.
대통령은 매년 연방 예산을 수립하며, 의회는 때때로 수정하여 동시 결의안으로 통과시켜야 한다. 이는 대통령의 서명을 요구하지 않으며 구속력이 없다. 예산은 예상 세금 징수액과 지출을 상세히 설명하며, 따라서 정부가 해당 회계 연도에 차입해야 할 예상 금액을 명시한다.

### 한도에 포함되지 않는 부채
2012년 12월, 재무부는 2억 3천9백만 달러 상당의 미국 지폐가 유통 중이며, 부채 한도 법률에 따라 이는 법정 부채 한도에서 제외된다고 계산했다. 2억 3천9백만 달러는 1929년 7월 1일 이전에 발행된 2천5백만 달러 상당의 미국 지폐를 제외하며, 이는 1961년 6월 30일 법률, 31 U.S.C. 5119에 따라 파기되거나 회수 불가능하게 분실된 것으로 결정되었다.
연방 금융 은행의 채무는 그 자체로 정부 채무가 아니므로 한도의 적용을 받지 않지만, 별도의 150억 달러 한도를 가진다.

## 입법 역사
1917년 이전에는 미국에 부채 한도가 없었다. 의회는 특정 대출을 승인하거나, 재무부가 특정 목적을 위해 특정 채무 상품 및 개별 채무 발행을 허용했다. 때때로 의회는 재무부에 어떤 종류의 채무 상품을 발행할지에 대한 재량권을 주었다. 미국은 1917년 제2차 자유 채권법으로 처음으로 법정 부채 한도를 도입했다. 이 법률은 개별 채무 범주(예: 채권 및 어음)를 통해 누적될 수 있는 총 채무액에 대한 한도를 설정했다. 1939년, 의회는 모든 종류의 상품에 걸쳐 누적된 총 채무에 대한 최초의 한도를 설정했다.
1953년에 미국 재무부는 2,750억 달러의 부채 한도에 도달할 위험에 처했다. 아이젠하워 대통령은 1953년 7월 30일 의회에 이를 늘려줄 것을 요청했으나, 상원은 조치를 거부했다. 그 결과, 대통령은 연방 기관들에게 지출을 줄여줄 것을 요청했고, 재무부는 은행에 보유한 현금 잔액을 사용하여 부채 한도 아래에 머물렀다. 그리고 1953년 11월부터 재무부는 금고에 남아있던 거의 10억 달러에 달하는 금을 현금화하여 2,750억 달러 한도를 초과하지 않도록 도왔다. 1954년 봄과 여름 동안 상원과 행정부는 부채 한도 증액을 협상했고, 60억 달러 증액안이 1954년 8월 28일에 통과되었다.
1974년 예산 및 지출 통제법 이전에는 부채 한도가 의회가 예산에 대한 청문회와 논의를 가질 수 있도록 하는 중요한 역할을 했다. 제임스 서로위키는 예산 과정에 대한 이러한 개혁 이후 부채 한도가 그 유용성을 잃었다고 주장했다.
1979년, 딕 게파트는 디폴트의 잠재적인 문제점을 인식하고, 예산이 통과되면 부채 한도가 인상된 것으로 간주하는 의회 규칙인 "게파트 규칙"을 부과했다. 이는 지출에는 찬성하면서 자금 조달에는 반대하는 모순을 해결했다. 이 규칙은 1995년 공화당이 다수당인 의회에 의해 폐지될 때까지 유지되었다.
부채 한도 인상 표결은 대개 (1950년대 이래로) 대통령과 의회 사이의 법적 예산상 형식적인 절차였다. 1993년 기준 현재까지 부채 한도는 선출된 정부가 연간 예산을 통과시키지 못하게 할 만한 정치적 쟁점이 된 적이 없었다.

### 로널드 레이건과 조지 H. W. 부시
로널드 레이건 대통령의 두 임기 동안 하원은 민주당이 통제했고, 상원은 다양한 시점에서 양당 모두의 통제를 받았다. 임기 초, 레이건은 1981년 부채 한도 인상에 대해 의회로부터 양당의 반대에 직면했다. 그러나 민주당은 게파트 규칙을 사용하여 공화당과 함께 18번이나 부채 한도를 인상했다.
조지 H.W. 부시 대통령 시절에는 민주당이 하원과 상원 모두를 장악했다. 다시 게파트 규칙을 사용하여 의회는 논란 없이 9번이나 부채 한도를 인상했다.

### 빌 클린턴

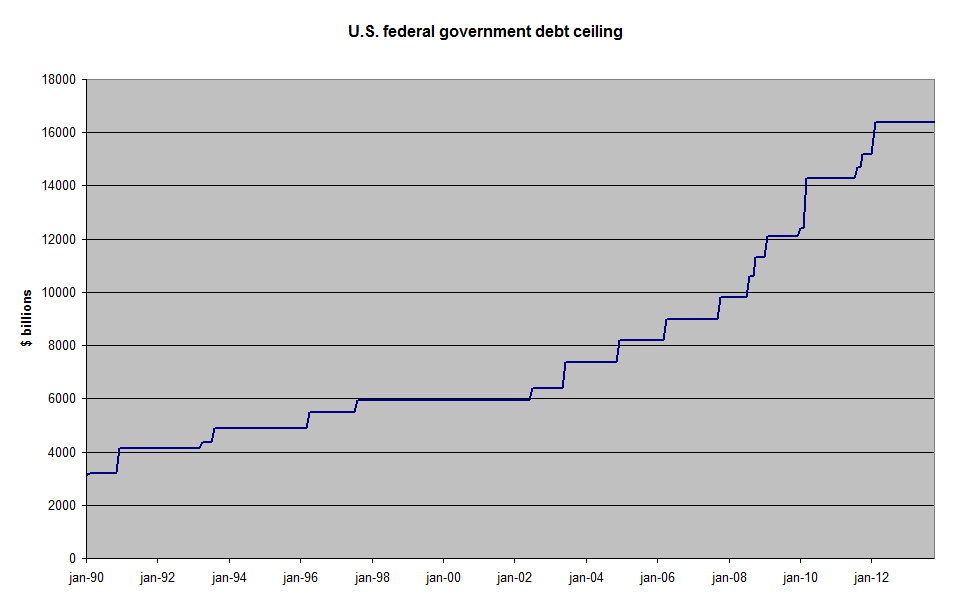
1990년부터 2012년 1월까지의 미국 연방 정부 부채 한도 (GDP 및 인구 조정 없음)

1995년 부채 한도 논쟁은 연방 예산에 대한 대립으로 이어졌고, 결과적으로 1995년과 1996년 미국 연방 정부 폐쇄가 발생했다. 총 8번의 부채 한도 인상이 클린턴 행정부 동안 의회에서 이루어졌다.

### 조지 W. 부시
조지 W. 부시가 대통령으로 재임하는 동안, 공화당과 민주당 모두 그의 임기 중 다양한 시점에서 하원과 상원을 통제했다. 의회는 2002년, 2003년, 2004년, 2006년, 2007년에 각각 한 번, 2008년에 두 번, 총 8번 부채 한도를 인상했다.
공화당이 다수당이었을 때, 그들은 일관되게 부채 한도 인상에 찬성표를 던졌다. 일부 민주당 의원들은 공화당이 주도하는 과정에서 부채 한도에 반대표를 던지기도 했지만, 2003년, 2004년, 2006년에는 부채 한도 인상에 대한 필리버스터를 하지 않아 상원 공화당이 단순 다수결로 부채 한도를 올릴 수 있도록 했다.
조지 W. 부시 임기의 마지막 2년 동안 민주당이 하원과 상원을 통제했을 때, 민주당 다수당은 자동 게파트 규칙을 부활시키고 전제 조건 없이 3번이나 부채 한도를 인상했다.

### 버락 오바마
2011년, 공화당은 의회 통제권을 장악하고 클린턴 행정부 시절처럼 게파트 규칙을 다시 중단했다. 의회의 공화당 다수당은 부채 한도 인상의 조건으로 적자 감축을 요구했다. 그 결과 발생한 논란은 2011년 8월 2일 2011년 예산 통제법으로 해결되었다. "매코널 규칙"에 따라 대통령은 단독으로 부채 한도를 인상할 수 있게 되었다. 이 조치는 의회의 법률로 뒤집힐 수 있었지만, 이는 대통령이 법률에 거부권을 행사하는 경우 양원에서 2⁄3 다수결 투표가 필요했다.
2011년 8월 5일, 스탠더드 앤드 푸어스는 연방 정부 신용 등급을 사상 최초로 강등했다. 이는 4월에 보낸 경고, 양당 간의 협상 난이도, 그리고 결과적으로 합의된 내용이 기대했던 포괄적인 '대타협'에 크게 미치지 못했음을 이유로 들었다. 신용 등급 강등과 부채 한도 논란은 7월 말과 8월에 다우 존스 산업평균지수(DJIA)가 거의 2,000포인트 급락하는 데 기여했다. 강등 자체 이후, DJIA는 8월 8일 635포인트 하락하며 역사상 최악의 날 중 하나를 기록했다.
2011년 부채 한도가 16조 3,940억 달러로 인상된 후, 미국은 2012년 12월 31일 다시 부채 한도에 도달했고, 재무부는 특별 조치를 취하기 시작했는데, 이는 2월 15일까지 소진될 것으로 예상되었다. 재정절벽은 2012년 미국 납세자 구제법의 통과로 해결되었지만, 부채 한도에 대한 조치는 취해지지 않았다. ATRA의 세금 감면 이후, 정부는 2013 회계연도 나머지 기간 동안 운영 자금을 조달하기 위해 부채 한도를 7천억 달러 인상해야 했다. 재무부는 지불을 우선시할 시스템이 구축되어 있지 않으며, 그렇게 하는 것이 합법적인지 불분명하다는 의견을 밝혔다. 이러한 상황을 고려할 때, 재무부는 특별 조치로 자금을 조달할 수 없고 부채 한도가 인상되지 않으면 단순히 지불을 연기할 것이다. 경제학자들은 그러한 조치가 GDP를 7% 위축시킬 것으로 추정했는데, 이는 대침체 기간 동안의 위축보다 더 큰 규모이다. 사회 보장 혜택, 정부 계약 및 기타 정부 지불 수혜자들이 수입 동결에 대응하여 지출을 줄임에 따라 경제적 피해는 더욱 심화될 것이다.
2013년 위기는 2013년 2월 4일 버락 오바마 대통령이 2013년 5월 19일까지 부채 한도를 유예하는 2013년 예산 없이는 급여 없다법에 서명하면서 일시적으로 해결되었다. 5월 19일, 부채 한도는 유예 기간 동안 발생한 차입금을 수용하기 위해 약 16조 6,990억 달러로 인상되었다. 유예 기간 동안, 재무부는 "기존 약속을 이행하는 데 필요한 범위 내에서" 차입할 권한을 가졌다. 5월 19일, 부채 한도는 유예 기간 동안 발생한 차입금과 2012년 12월 31일부터 시작된 이전 특별 조치 기간에 발생한 약속을 충당하기 위해 3,060억 달러 인상되었다.
잭 루 재무장관은 이러한 조치가 2013년 10월 17일까지 소진될 것이며, 이자 지급일인 10월 17일에 디폴트가 발생할 것이라고 의회에 통보했다. 2013년 10월 17일부터 2014년 2월 7일까지 부채 한도는 다시 유예되었다. 2014년 2월 12일, 임시 부채 한도 연장법이 통과되어 2015년 3월 15일까지 부채 한도가 유예되었다. 이때 재무부는 특별 조치를 취했다.
부채 한도는 2015년 11월 3일 다시 한계에 도달했을 것이다. 그러나 2015년 10월 30일, 부채 한도는 2017년 3월까지 유예되었다.

### 도널드 트럼프 첫 임기
도널드 트럼프가 대통령이었을 때, 부채 한도는 당파적 논란이 덜했다. 행정부와 하원 및 상원을 장악한 공화당은 균형 예산보다 감세를 우선시했다.
부채 한도는 세 차례 유예되었다: 2017년 9월 30일부터 2017년 12월 8일까지; 2017년 12월 8일부터 2019년 3월 1일까지; 그리고 2019년 7월 재무부에서 트럼프의 세법에 따른 세수 감소로 인한 예상치 못한 부족분에 대한 우려가 제기된 후 2019년 8월 2일부터 2021년 7월 31일까지이다.
의회는 어떤 전제 조건이나 중대한 지출 삭감도 부과하지 않았다. 상원의 민주당은 필리버스터를 사용하여 부채 한도 인상을 막을 수 있었지만 그렇게 하지 않았다.

### 조 바이든

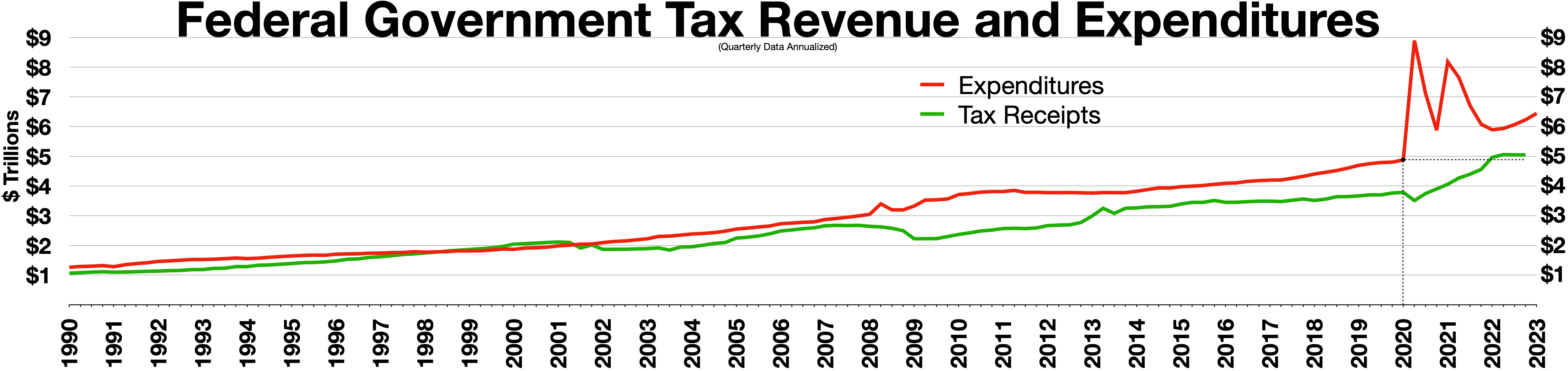
연방 정부 세수 및 지출.

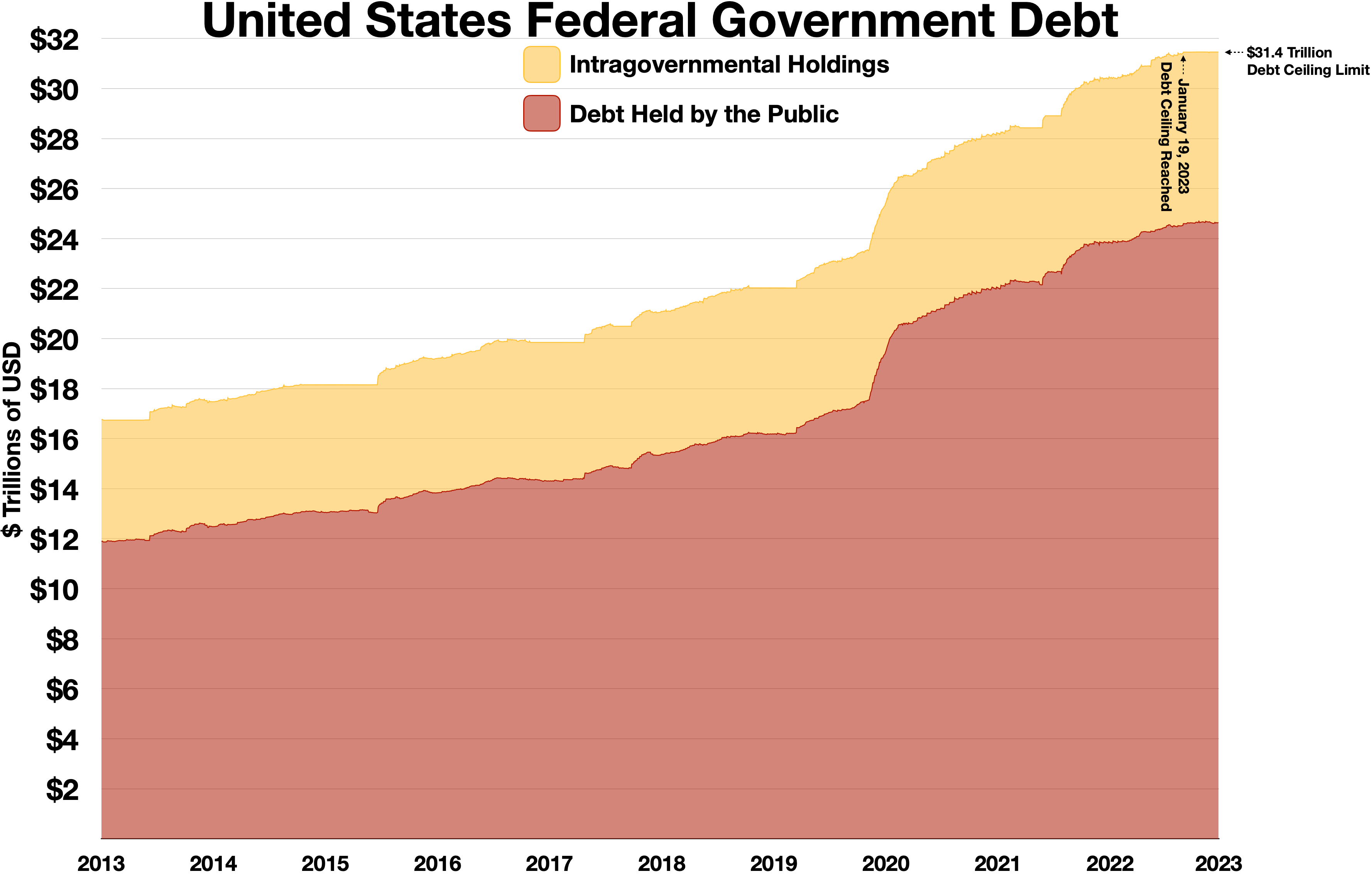
미국 연방 정부 부채
정부 간 보유분
공공이 보유한 부채
31.4조 달러 부채 한도
2023년 1월 19일 도달

바이든 대통령의 첫 2년 동안 하원과 상원 모두 민주당이 통제했다. 2021년 10월, 부채 한도는 4,800억 달러 증액되었으며, 이는 2021년 12월 3일까지 새로운 법안이 필요한 임시 조치였다. 같은 달, 의회는 2조 5천억 달러 증액을 표결했고, 바이든 대통령은 2021년 12월 16일 이에 서명했다. 이 시점에서 한도는 약 31조 4천억 달러로 설정되었다.
2023년 1월 19일, 미국은 31조 4천억 달러의 부채 한도에 도달했다. 이 시점에서 공화당은 2022년 중간 선거를 통해 하원의 통제권을 장악했다. 공화당은 상원에서는 소수당이었지만, 미국 역사상 처음으로 필리버스터를 사용하여 부채 한도 인상을 막겠다고 위협했다. 이 위기는 2023 회계 책임법의 협상으로 해결되었다.

### 도널드 트럼프 두 번째 임기
2024년 11월 두 번째 당선 이후, 도널드 트럼프는 부채 한도 폐지를 요구했다.
부채 한도는 하나의 크고 아름다운 법 통과로 5조 달러 인상되었다.

## 특별 조치
재무부는 의회 세출 예산으로 승인된 정부 운영 자금을 부채 한도까지 차입할 수 있으며, 몇 가지 작은 예외가 있다. 2011년 4월 4일 의회에 보낸 서한에서 티머시 가이트너 재무장관은 부채 한도에 도달하면 재무부가 "채무 발행 중단 기간"을 선언할 수 있으며, 이 기간 동안 새로운 채무 발행을 수반하지 않는다는 조건 하에 연방 의무를 계속 이행하기 위한 "특별 조치"를 취할 수 있다고 설명했다. 이러한 조치들은 자원이 허용하는 한 부분적인 정부 폐쇄 또는 채무 불이행을 피하기 위해 취해진다. 이러한 방법들은 연방 채무가 법정 한도에 근접했을 때 여러 차례 사용되었다.
특별 조치에는 연방 공무원의 개인 퇴직 연금인 G Fund에 대한 투자를 중단하는 것이 포함될 수 있다. 2011년에는 공무원 퇴직 및 장애 기금(CSRDF), 우편 서비스 퇴직자 건강 혜택 기금(Postal Benefits Fund), 그리고 환율 안정 기금(ESF)에 대한 투자 중단이 특별 조치에 포함되었다. 또한, 특정 CSRDF 투자는 조기 상환되기도 했다. 1985년에는 재무부가 연방 금융 은행이 보유한 비재무부 증권을 재무부 증권과 교환하기도 했다.
그러나 이러한 금액은 정부 운영을 장기간 감당하기에는 충분하지 않다. 재무부는 2009년 12월 16일 정부 폐쇄를 피하기 위해 이러한 조치를 처음으로 시행했다. 이 조치들은 2011년 5월 16일 티머시 가이트너 재무장관이 "채무 발행 중단 기간"을 선언했을 때 다시 시행되었다. 의회에 보낸 그의 서한에 따르면, 이 기간은 "2011년 8월 2일까지 지속될 수 있으며, 이때 재무부는 미국의 차입 권한이 소진될 것으로 예상한다."
2012년 12월 31일, 2013년 부채 한도 위기가 시작되면서 이 조치들은 다시 시행되었고, 디폴트 발동일은 2013년 2월로 미뤄졌다. 위기는 2월 4일 한도 유예와 특별 조치 취소로 연기되었다. 이 조치들은 2013년 5월 19일 한도 유예가 끝날 때 다시 발동되었고, 자원 소진 및 디폴트 발동일은 재무부가 10월 17일로 추정했다. 한도는 2014년 2월 7일까지 다시 유예되었다.

## 금융 의무 불이행
부채 한도법의 본문에 따르면, 부채 한도가 인상되지 않고 특별 조치가 소진되면 미국 정부는 법적으로 재정적 의무를 지불하기 위해 돈을 빌릴 수 없다. 그 시점에서 법률은 정부가 재무부가 지불을 충당할 현금을 가지고 있지 않는 한 지불을 중단해야 한다고 명시하고 있다. 또한, 법률은 정부가 만기 시 정부 증권의 이자(및 때로는 상환)를 지불할 자원이 없을 것이며, 이는 디폴트로 특징지어질 것이라고 명시하고 있다. 디폴트는 미국의 국가 위험 등급과 미래 채무에 대해 지불해야 할 이자율에 영향을 미칠 수 있다. 2012년 현재, 미국은 1979년에 컴퓨터 백로그로 인해 한 번 금융 의무를 불이행했지만, 부채 한도와 관련된 주기적인 위기는 여러 신용 평가 기관으로 하여금 미국 연방 정부 신용 등급 강등을 초래했다. 2012년 현재, GAO는 2011년 부채 한도 위기 동안 부채 한도 인상 지연이 2011 회계연도에 정부의 차입 비용을 13억 달러 증가시켰으며, 이러한 지연이 이후 연도에도 비용을 증가시킬 것이라고 언급했다. 초당적 정책 센터는 GAO의 추정치를 확장하여 이러한 지연이 10년 동안 차입 비용을 189억 달러 증가시켰다는 것을 발견했다.
2012년 현재 일부 저술가들은 특별 조치가 소진되면 행정부가 어떤 의무를 지불하고 어떤 의무를 지불하지 않을지 결정할 권한이 있다고 주장했다. 반면 재무부는 법적으로 모든 의무가 동등하다고 주장했다. 저술가들은 행정부가 채권에 대한 이자 지급을 우선시하여 주권 채무에 대한 즉각적이고 직접적인 디폴트를 피할 수 있다고 주장했다. 2011년 부채 한도 위기 동안 티머시 가이트너 재무장관은 부채 한도가 인상되지 않으면 정부 지출을 비현실적인 40%까지 줄여야 하므로 이자 지급 우선순위는 도움이 되지 않을 것이라고 주장했다. 또한, 적어도 한 신용 평가 기관에 따르면 채무가 아닌 의무에 대한 디폴트도 미국 신용도를 훼손할 것이라고 한다. 2011년 재무부는 모든 지출이 법적으로 동등한 입장이므로 특정 유형의 지출을 우선시할 수 없다고 제안했다. 이 관점에서 특별 조치가 소진되면 돈(예: 세수)이 재무부에 있을 때를 제외하고는 아무런 지불도 할 수 없으며, 미국은 모든 의무에 대해 디폴트 상태가 될 것이다. CBO는 우선순위화가 블랙스 로 딕셔너리에 정의된 기술적인 의미의 디폴트, 즉 "만기 시 지불 불이행"을 피할 수는 없을 것이라고 지적한다.
많은 학자들은 부채 한도법이 위헌이며 미국 정부가 어떤 채무도 불이행할 법적 근거가 없다고 주장한다. 그들은 미국 헌법 수정 헌법 제14조 4항("미국 공공 부채의 유효성은...의문시되어서는 안 된다.")을 지적한다. 그들은 이 법이 미국이 채무를 갚을 명확한 방법을 제공하지 않고 암묵적으로 디폴트를 요구하므로 미국 의회가 애초에 부채 한도법을 통과시킨 것이 위헌이라고 주장한다. 하버드 대학교 법학자 로렌스 트라이브는 "한도를 사용하여 우리가 채무를 불이행하도록 만드는 것은 명백히 위헌일 것"이라고 주장한다. 이 주장은 빌 클린턴 대통령, 전 노동부 장관 로버트 라이시, 제리 내들러 하원의원, 제임스 클라이번 하원의원을 포함한 다양한 정치인들의 지지를 받았다. 2023년, 상원과 하원의원들로 구성된 한 그룹은 바이든 대통령에게 정부 부채를 갚기 위해 수정 헌법 14조를 발동하는 것을 고려해달라고 요청하는 서한을 보냈다. 그러나 일부 학자들은 법 자체가 위헌이라 할지라도, 그러한 결정은 법원에 의해 이루어져야 하며 대통령은 부채 한도법을 일방적으로 무시할 권한이 없다고 주장한다. 실제로는 버락 오바마와 조 바이든 행정부는 부채 한도의 합헌성에 대한 법적 주장에 의존하는 것을 거부했다. 오바마는 2011년에 자신의 변호사들이 "그것이 이기는 주장이라고 확신하지 않았다"고 말했다. 2023년, 바이든의 재닛 옐런 재무장관은 이 전략을 "법적으로 의심스럽다"고 불렀다. 바이든 자신은 정부 부채를 갚기 위해 수정 헌법 14조를 발동할 "권한이 있다고 생각한다"고 말하며, 이 문제에 대해 미래에 더 깊이 탐구할 것임을 시사했지만, 부채 한도 교착 상태를 해결하기 위해 이 접근 방식에 의존하는 것의 실용성에 의문을 제기했다. 2023년 5월, 전국 정부 직원 협회는 연방 법원에 부채 한도법이 위헌이라고 주장하는 소송을 제기했다.

## 부채 한도 논쟁
1990년대 OMB 및 기타 출처로부터 의회에 제출된 보고서들은 부채 한도가 부채 증가를 억제하는 데 비효율적인 수단임을 반복적으로 지적했다.
2011년, 제임스 서로위키는 부채 한도가 원래 유용한 목적을 가졌다고 주장했다. 도입 당시 대통령은 원하는 대로 차입하고 지출할 수 있는 더 강력한 권한을 가졌다. 그러나 1974년 이후 의회는 정부가 지출할 수 있는 금액을 정확히 명시하는 포괄적인 예산 결의안을 통과시키기 시작했다.
부채 한도의 명백한 중복성으로 인해 이를 완전히 폐지해야 한다는 제안이 나왔다. 피터 웰치를 포함한 여러 민주당 하원의원들은 부채 한도 폐지를 제안했다. 이 제안은 피터슨 국제경제연구소의 선임 연구원인 야콥 펑크 키르케가르드와 같은 일부 경제학자들의 지지를 받았다.
2013년 1월, 저명한 경제학자 38명을 대상으로 한 설문조사에서 84%가 의회가 이미 지출과 과세를 승인하고 있으므로 "정기적으로 인상되어야 하는 별도의 부채 한도는 불필요한 불확실성을 초래하고 잠재적으로 더 나쁜 재정 결과를 초래할 수 있다"는 데 동의했다. 패널 중 루이지 징갈레스만이 이 진술에 동의하지 않았다. 신용 평가 기관 무디스는 "부채 한도는 높은 수준의 불확실성을 초래하며" 정부는 "불확실성을 줄이거나 없애기 위해 정부 부채 관리 틀을 변경해야 한다"고 밝혔다.
2021년, 미국 부채 한도는 "시대착오적"이라고 묘사되었으며, 두 주요 정당은 순전히 당파적인 정치적 목적을 위해 부채 한도를 치킨 게임이라는 위험한 놀이로 이용한다고 비판받았다.

### 현대 통화 이론
20세기 후반에 등장한 이단적인 포스트 케인스주의 경제학 이론인 현대 통화 이론 (MMT)의 지지자들은 부채 한도의 개념과 그 이론적, 실용적 용도를 비판해 왔다. MMT의 핵심 원칙은 통화가 정부에서 발생했으며 불환지폐로서 정부에 의해 전적으로 통제된다는 것이다. 후자의 주장은 주어진 통화의 주권 발행자로서의 정부에 달려 있다. 2019년 현재 MMT 이론가들은 정부가 초인플레이션을 일으키지 않고도 합리적인 한도 내에서 돈을 만들고 지출할 수 있으며, 부채를 탕감하거나 스스로에게 상환할 수 있는 능력을 가지고 있다고 믿었다. 이와 대조적으로 2020년 현재 주류 경제학자들은 국가 적자를 결국 상환해야 할 채무로 보는 경향이 있었다. 그 결과 MMT 이론가들은 부채 한도가 정부 지출에 대한 상징적인 한도에 불과하다고 주장한다. 2020년 MMT의 저명한 지지자인 스테파니 켈턴은 "연방 예산에는 제약이 없다"고 썼다.
20세기 전환기 이후, 특히 대침체 (2007-2009) 정치 환경 동안 그리고 그 이후로, MMT는 포스트 케인즈주의, 주류, 자유 시장 경제학 이론가 및 정치인 모두 사이에서 정치적 논쟁의 대상이 되어 왔다. 2019년 현재, 부채 한도에 대한 MMT 논쟁은 의회에 널리 퍼져 있었으며, 알렉산드리아 오카시오코르테스를 비롯한 진보적인 대표자들은 이 이론을 주류로 끌어올렸고, 보수적인 대표자들은 MMT가 정부 지출 및 인플레이션에 미칠 잠재적 영향을 비판해 왔다.
2023년 초, 재닛 옐런 재무장관은 부채 한도 폐지 법안을 지지했지만, 조 바이든 대통령은 그렇지 않았다. 그러나 6월까지 그는 부채 한도를 유예하는 2023 회계 책임법에 서명했다.

## 더 읽어보기
- Eisner, Robert (1993). 〈Federal Debt〉.   David R. Henderson. 《경제학 간결 백과사전》 1판. 경제 및 자유 도서관. OCLC 317650570, 50016270 및 163149563